# Diamesa goetghebueri
Diamesa goetghebueri är en tvåvingeart som beskrevs av Félix Pagast 1947. Diamesa goetghebueri ingår i släktet Diamesa och familjen fjädermyggor. Inga underarter finns listade i Catalogue of Life.